# 勝見充男
勝見 充男（かつみ みつお、1958年 - ）は、日本の美術評論家・数寄者、骨董収集鑑定家、随筆家、骨董商。古美術店「自在屋」店主。

## 来歴・人物
東京都港区新橋に骨董屋の次男として生れる。兄は勝見洋一。その兄が桐島洋子と再婚した為、桐島かれん、ローランドの叔父になり、後に写真家になるローランドに影響を与えた。
学生時代に西洋骨董に惹かれ、当時、湯島にあったパニーポートという店で、賞鑑家の大久保裕司等と出会い、やがて焼き物をはじめとする和骨董の世界に魅せられていった。西洋骨董屋で10年修行の後、祖父からの屋号・自在屋を継いで四代目となり、現在は代々木上原に、業者と顧客相手に賄う店を構える。
「開運!なんでも鑑定団」（テレビ東京）にも出演歴がある。
白洲正子や秦秀雄に影響を受ける。

## 著書
- 『骨董自在ナリ』筑摩書房、2005年
- 『そう、これも骨董なのです。』バジリコ
- 『身近な骨董・酒の器をどうぞ』文化出版局
- 『骨董屋の非売品』品文社
- 『骨董屋の盃手帖』淡交社